# Inga Floto
Inga Floto (født 26. oktober 1937, død 7. august 2024) var en dansk historiker.
Hun blev i 1965 cand.mag i historie fra Københavns Universitet. I 1973 skrev hun sin disputats Colonel House in Paris, der omhandlede Woodrow Wilson og hans udenrigspolitiske rådgiver E.M. House.
Fra 1972 var hun ansat ved Københavns Universitet og i 1999 blev hun den første kvindelige professor i historie siden Astrid Friis. I 2006 gik hun på pension.
Inga Flotos hovedfelt var samtidshistorie og især amerikansk historie. Hun har desuden udgivet flere bøger om historieteori og historiografi. De seneste år beskæftigede hun sig med dødsstraffens historie.
Udover sine mange bøger har hun også bidraget til historiefaget i form af sit virke i Den danske historiske Forening, hvor hun var i bestyrelsen fra 1974 til 1983 og igen fra 1994 til 2006 – i perioden 2000-2006 som formand for bestyrelsen. Hun var desuden redaktør af Historisk Tidsskrift fra 1974 til 1982.